# Gavià fosc
El gavià fosc (Larus fuscus) és una espècie d'ocell de la família dels làrids (Laridae) que a l'estiu habita costes, llacs i rius del nord de Rússia, Mar Bàltic, Escandinàvia, Islàndia, illes Fèroe, Illes Britàniques i Europa Occidental, cap al sud fins a la costa Atlàntica de la península Ibèrica. A l'hivern arriben fins a les costes africanes, nord-americanes i del mediterrani occidental, incloent els Països Catalans.

## Llista de subespècies
Dins d'aquesta espècie se n'han descrit sis subespècies: 
- Larus fuscus barabensis Johansen HC, 1960. Cria principalment al nord del Kazakhstan.
- Larus fuscus fuscus Linnaeus, 1758. D'Escandinàvia.
- Larus fuscus graellsii Brehm, AE, 1857. Groenlàndia, Islàndia, illes Feroe, illes Britàniques i Europa Occidental.
- Larus fuscus heuglini Bree, 1876. Nord de Rússia europea i nord-oest de l'asiàtica.
- Larus fuscus intermedius Schiřler, 1922. Països Baixos, Alemanya, Dinamarca, sud-oest de Suècia i oest de Noruega.
- Larus fuscus taimyrensis Buturlin, 1911. Nord de la Rússia asiàtica.

Els tàxon barabensis ha estat considerat una espècie de ple dret i també una subespècie de Larus cachinnans, mentre heuglini ha estat també considerat una espècie (de vegades com Larus affinis) i altres com una subespècie de Larus argentatus. L'IOC (versió 3.3, 2013) els considera subespècies de Larus fuscus seguint les recomanacions de J.M. Collinson i col. (2008)